# 에밀리 퍼킨스
에밀리 퍼킨스(Emily Perkins, 1977년 5월 4일 ~ )는 캐나다의 배우이다.

## 출연 작품
- 유에프오 (2014)
- 엣지 오브 타임 (2010)
- 신데렐라 스토리 2 (2008)
- 주노 (2007)
- 쉬즈 더 맨 (2006)
- 진저 스냅 3 (2004)
- 진저 스냅 2 (2004)
- 인썸니아 (2002)
- 프로작 네이션 (2001)
- 진저 스냅 (2000)
- 인 콜드 블러드 (1996)
- 저격자 (1996)
- 빵과 장미 (1994)
- 색슨 클럽 (1994)
- 피의 피에로 (1990)
- 아름다운 오해 (1989)